# Prepósito do cubículo sagrado
Prepósito do cubículo sagrado (em latim: Praepositus sacri cubiculi; em grego: πραιπόσιτος τοῦ εὐσεβεστὰτου κοιτῶνος; "reitor do dormitório sagrado") era um ofício palaciano sênior do Império Romano tardio. Seu titular era geralmente um eunuco e atuou como o grande camareiro do palácio, exercendo considerável autoridade e influência. Nos séculos VII-VIII, o título era também dado a uma ordem de classificação para servos palacianos eunucos. O título e ofício continuaram em uso no Império Bizantino até o final do século XI.

## História

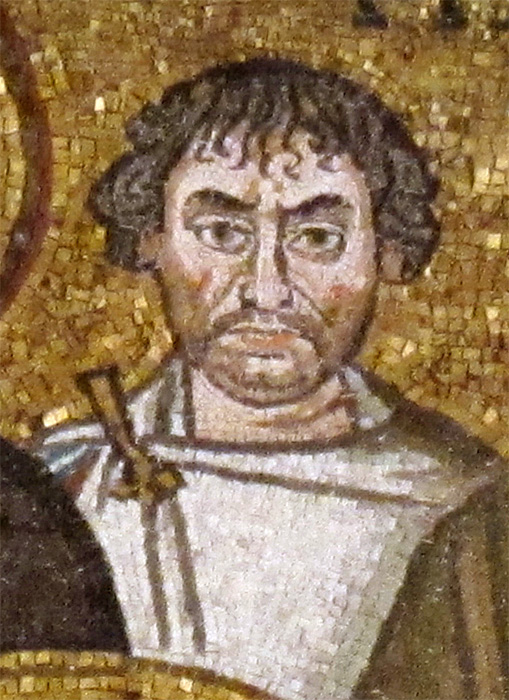
Mosaico de homem identificado como Narses, Basílica de São Vital, Ravena

O primeiro titular seguramente identificável do ofício foi Eusébio sob o imperador Constâncio II (r. 337–361), mas a posição pode ter sido introduzida já sob o imperador Constantino (r. 307–337), em substituição do antigo ofício de cubículo (a cubiculo). Ele controlou o corpo dos cubiculários (em grego: κουβικουλάριοι; romaniz.: koubikoularioi), também de eunucos, e foi responsável pelo dormitório, guarda-roupa e recepções imperiais. Originalmente sob o controle do castrense do palácio sagrado (castrensis sacri palatii), ele logo tornou-se diretamente subordinado ao imperador bizantino. Sua proximidade com o imperador lhe deu grande poder, e vários prepósitos exerceram considerável influência no governo do Império Bizantino. Na Notitia Dignitatum, o prepósito é listado imediatamente após os prefeitos pretorianos, o prefeito urbano e os mestres dos soldados (magistri militum). No entanto, devido à perda das páginas relevantes do Notitia, nós não sabemos a estrutura do ofício (officium). Assistente seniores eram o primicério do cubículo sagrado e o conde do vestiário sagrado (comes sacrae vestis).
Durante os séculos IV-V, o prepósito ganhou poder: no final do século IV, ele ganhou controle sobre os estados imperiais da Capadócia (o domus divina per Cappadociam do Notitia) e foi elevado ao nível do homem ilustre (vir illustris) e o equivalente de questor. Um prepósito separado foi também estabelecido para a família da imperatriz bizantina ("prepósito da augusta; praepositus augustae), com uma estrutura similar de funcionários subordinados. No Império Romano do Ocidente, o posto continuou a existir até sua queda, e também foi usado na corte do rei ostrogodo Teodorico, o Grande, onde foi apossado por um godo, Trívila. Na metade do século VI, contudo, a supervisão dos estados capadócios foi confiada a um oficial distinto encarregado do patrimônio imperial, e sua autoridade declinou.
Nos séculos VII-VIII, mudanças paralelas em muitos outros ofícios administrativos, a posição de prepósito (praipositos em grego), reduziu muito em poder, com partes de seu ofício sendo separados. Os cubiculários do dormitório (em grego: κοιτωνῖται; romaniz.: koitōnitai) foram separado sob o paracemomeno, enquanto o guarda-roupa imperial (em latim: vestiarium; em grego: [βασιλικόν] βεστιάριον; romaniz.: [basilikon] vestiarion), sob a chefia do protovestiário, foi administrado em um departamento separado. O prepósito continuou a supervisionar o restante dos cubiculários, com o primikērios tou kouboukleiou como seu chefe assessor. Ele manteve um papel considerável em cerimônias da corte, e foi classificado na classe mais elevada dos patrícios. De acordo com o imperador Constantino VII Porfirogênito (r. 913–959), o prepósito, junto com o protomagistro e o eparca de Constantinopla eram usados para formar uma regência na ausência do imperador bizantino.
O ofício de prepósito não deve ser confundido com a dignidade (em grego: δια βραβείου άξια; romaniz.: dia brabeiou axia) de mesmo nome criada na corte nos séculos VII-VIII e restrita à eunucos. De acordo com o Cletorológio de Filoteu de 899, o título ficou abaixo da dignidade de patrício e superior ao de protoespatário, e as insígnias (brábio) do ofício eram tabuletas de marfim. O título é atestado pela última vez em 1087.

## Prepósitos notáveis
- Eusébio (337–361)
- Eutério (356–360)
- Eutrópio (Oriente, 395-399)[8]
- Deutério (Ocidente, 408)[8]
- Terêncio (Ocidente, 408-409)[8]
- Eusébio (Ocidente, 409)[8]
- Lauso (Oriente, 420)[8]
- Crisáfio (443-450)[8]
- Laurício (Ocidente, 443-444)[8]
- Trivila (Itália ostrogótica, anos 520)[8]
- Amâncio (Oriente, 513/518)[9]
- Urbício (Oriente, 470-481 e 491)[10]
- Narses (Oriente, 537/8-554 ou 558/9)[11]